# تاكاشي فوجي (لاعب كرة قدم)
تاكاشي فوجي (باليابانية: 藤井 貴) مواليد 28 أبريل 1986 في آيتشي، اليابان، هو لاعب كرة قدم ياباني. يلعب كلاعب وسط.

## مرحلة الشباب

### أندية لعب لها
- جوبيلو إيواتا

## المسيرة الاحترافية

### أندية لعب لها
- جوبيلو إيواتا
- نادي سون هي

## روابط خارجية
- تاكاشي فوجي على موقع رابطة كرة القدم اليابانية للمحترفين (اليابانية)
- تاكاشي فوجي على موقع قاعدة بيانات كرة القدم.إي يو (الإنجليزية)
- تاكاشي فوجي على موقع Soccerway.com (الإنجليزية)
- تاكاشي فوجي على موقع عالم كرة القدم.نت (الإنجليزية)